# Santorio Santorio
Santorio Santorio, nazywany także Santorio Santorii, Sanctorius z Padwy (ur. 29 marca 1561 w Koprze, zm. 22 lutego 1636 w Wenecji) – włoski lekarz, fizyk i wynalazca, profesor medycyny na Uniwersytecie w Padwie.

## Życiorys
W 1582 uzyskał stopień doktora medycyny na Uniwersytecie w Padwie. Od 1599 pracował w Wenecji jako lekarz. W latach 1611–1624 zajmował stanowisko profesora.
W dziele opublikowanym w 1612 podał pierwszy opis konstrukcji termometru. Była to bańka wypełniona powietrzem zakończona długą otwartą rurką, której koniec zanurzano w wodzie po ogrzaniu bańki. Poziom wody w rurce po ostygnięciu wskazywał temperaturę. Wynalazł ponadto urządzenia do pomiaru pulsu oraz usuwania kamieni z pęcherza, a także łóżko wodne.
Około 1610 r. skonstruował przyrządy do pośredniego mierzenia (poprzez pomiar parcia hydrodynamicznego) prędkości przepływu wody i powietrza. Przyrząd do mierzenia prędkości wody składał się z płytki zamocowanej na stałe na końcu ramienia i przesuwnego ciężarku.
Swoje wynalazki stosował w praktyce medycznej. Za pomocą skonstruowanej przez siebie wagi przez trzydzieści lat regularnie ważył siebie oraz wszystko, co jadł lub wydalał. Na podstawie tych doświadczeń sfomułował pojęcie „niedostrzegalnego oddychania” mające wyjaśnić różnicę mas, dając podstawy nauce o metabolizmie.